# Óttar Magnús Karlsson
Óttar Magnús Karlsson (ur. 21 lutego 1997 w Reykjavíku) – islandzki piłkarz występujący na pozycji napastnika w reprezentacji Islandii. Wychowanek Víkingur, w trakcie swojej kariery grał także w takich zespołach, jak Ajax, Sparta Rotterdam, Molde FK, Trelleborgs FF oraz Mjällby AIF.